# Might and Magic IV: Clouds of Xeen
Might and Magic IV: Clouds of Xeen — четвёртая игра из серии ролевых компьютерных игр Might and Magic, созданная компанией New World Computing в 1992 году. Система интеграции с прямым продолжением − Darkside of Xeen − позволяла объединить обе игры в комбинированный формат — World of Xeen.
Сюжет повествует о событиях, которые происходят после того, как герои Might and Magic III отправились вслед за мятежным киборгом Шелтемом после его побега с планеты Терра в другой мир − Ксин, плоский двусторонний планетоид, поделённый на «светлую» и «тёмную» стороны. Чтобы остановить приспешников Шелтема и спасти новый мир от хаоса, игроку предлагается сформировать группу новых авантюристов.

## Игровой процесс
Игра построена на движке третьей части, что делает игровой процесс практически идентичным. Игрок от первого лица управляет командой из нескольких персонажей, путешествующих в трёхмерном мире, выполняющих задания и повышающих свои характеристики за счёт повышения уровней. Первоначально игра распространялась на дискетах, но позже были выпущены и компакт-диски с игрой. Might and Magic IV, как и её прямое продолжение, были одними из первых западных игр, выпущенных на CD-дисках, хотя японские игровые студии начали использовать этот тип носителя ещё в 1988 году.
Вместе с тем в игру были введены несколько новых для серии функций. В интерфейс, к примеру, был добавлен раздел заметок, в котором возможно отслеживать важную информацию, касающуюся квестов, подсказок, паролей и координат примечательных мест. Введена настройка уровня сложности, в которой игрок может выбрать уровни «Авантюриста» или «Воина», причём для последнего устанавливалось лишь повышение сложности в боях с противниками, других различий в игровом процессе не было. Отдельный инвентарь, предназначенный специально для квестовых вещей, не позволял игроку случайно выбросить или продать важные предметы.

### World of Xeen
При установке игр Might and Magic IV и V в одной системе их можно связать в единую игру. Полученная комбинация, получившая название World of Xeen, содержит полные версии обеих сюжетных линий, а также несколько дополнительных заданий. В 1994 году New World Computing выпустила расширенную версию World of Xeen на компакт-диске, в которой было увеличено количество оцифрованных диалогов.
В World of Xeen имеются дополнительные задания, составляющие эпилог для Might and Magic IV и V. После победы над Шелтемом отряд возвращается в пирамиду Древних. Дракон-фараон предлагает завершить миссию, начатую принцем Роландом: объединение двух сторон Ксина в один цельный мир. После выполнения задания принц Роланд и королева Калиндра играют свадьбу, что запускает трансформацию мира.

## Отзывы и критика
Журналистка из Computer Gaming World под псевдонимом Scorpia заявила в 1993 году, что «... сюжет в Clouds of Xeen не слишком интересен ... В мире игры довольно мало обычных людей, как впрочем, и в предыдущих играх серии». Она раскритиковала концовку за то, что она так или иначе отрицательна: «если у вас есть правильный предмет, Ксин разрушится; если у вас его нет, то партия героев погибнет ... это делает борьбу почти бессмысленной». Тем не менее, в конечном итоге Scorpia пришла к выводу, что игра всё же может понравиться как «заядлым фанатам Might & Magic», так и некоторым другим игрокам. Позже в том же году она посоветовала игрокам установить Might and Magic V: Darkside of Xeen  и играть в объединённый World of Xeen для «максимального удовольствия».
В 1993 году игра была рассмотрена в журнале Dragon (№ 191) Патрисией Хартли и Кирком Лессером в разделе «Роль компьютеров». Рецензенты поставили игре 5 звёзд из 5. Компиляция Might and Magic: World of Xeen была оценена в 1994 году в том же журнале в выпуске № 201 Сэнди Петерсеном в колонке «Eye of the Monitor». Петерсен присудил сборнику 3 звезды из 5.